# Кубок Президента ОАЕ з футболу 2015—2016
Кубок Президента ОАЕ з футболу 2015—2016 — 40-й розіграш кубкового футбольного турніру в ОАЕ. Титул володаря кубка втретє здобула Аль-Джазіра.

## 1/8 фіналу
| Команда 1          | Рахунок | Команда 2                |
| ------------------ | ------- | ------------------------ |
| 26 лютого 2016     |         |                          |
| Аль-Вахда          | 3:4 дч  | Аль-Васл                 |
| Емірейтс Клаб      | 5:3 дч  | Фуджайра                 |
| Аль-Аглі           | 4:0 дч  | Аджман (2)               |
| Дібба Аль-Фуджайра | 1:4 дч  | Аль-Шааб                 |
| 27 лютого 2016     |         |                          |
| Аш-Шабаб           | 1:2 дч  | Баніяс                   |
| Аль-Айн            | 4:0     | Аль-Іттіхад (Кальба) (2) |
| Шарджа             | 5:4     | Ан-Наср                  |
| 28 лютого 2016     |         |                          |
| Аль-Джафра         | 0:1     | Аль-Джазіра              |

## 1/4 фіналу
| Команда 1      | Рахунок         | Команда 2 |
| -------------- | --------------- | --------- |
| 12 травня 2016 |                 |           |
| Аль-Айн        | 4:2 дч          | Аль-Васл  |
| Аль-Джазіра    | 4:4 дч пен. 6:5 | Шарджа    |
| 13 травня 2016 |                 |           |
| Аль-Шааб       | 1:3             | Аль-Аглі  |
| Емірейтс Клаб  | 1:1 дч пен. 3:4 | Баніяс    |

## 1/2 фіналу
| Команда 1      | Рахунок | Команда 2   |
| -------------- | ------- | ----------- |
| 20 травня 2016 |         |             |
| Аль-Аглі       | 2:3     | Аль-Джазіра |
| 21 травня 2016 |         |             |
| Аль-Айн        | 3:2 дч  | Баніяс      |

## Фінал
| 29 травня 2016 17:20 (EEST) |

| Аль-Айн    | 1:1      | Аль-Джазіра           |
| ---------- | -------- | --------------------- |
| Дуглас 64' | Протокол | Алі Мабхут 43' (пен.) |

| Шейх Заєд, Абу-Дабі |

|                                                                                  |     | Пенальті                                                         |  |
| Дуглас · Омар Абдулрахман · Аспрілья · Ейса · Ісмаїл Ахмед · Лі Мьон Джу · Салем | 5:6 | Алі Мабхут · Джума · Мубарак · Пак Чон У · Невес · Муса · Джамал |  |